# ريان فيتزجيرالد
ريان فيتزجيرالد (بالإنجليزية: Ryan Fitzgerald)‏ هو لاعب هوكي الجليد أمريكي، ولد في 19 أكتوبر 1994 في بوكا راتون في الولايات المتحدة.

## وصلات خارجية
- ريان فيتزجيرالد على موقع دوري الهوكي الوطني (الإنجليزية)
- ريان فيتزجيرالد على موقع EliteProspects.com (الإنجليزية)
- ريان فيتزجيرالد على موقع HockeyDB.com (الإنجليزية)